# CumEx-Files
De CumEx-Files is een onderzoek naar belastingfraude met dividendhandel, die ontdekt werd in 2011, nadat een klokkenluider zich bij het Duitse gerecht meldde. Het werd bestudeerd en in de openbaarheid gebracht door CORRECTIV (of CORRECT!V), een collectief van onderzoeksjournalisten van verscheidene Europese nieuwsmedia.
Een netwerk van banken, aandelenhandelaars en topadvocaten zou door fraude met dividendbelastingen miljarden euro's onttrokken hebben aan de Europese staatskassen. In Duitsland alleen zou de fraude sinds de eeuwwisseling de staatskas meer dan 31,8 miljard euro gekost hebben. Geschatte verliezen zouden verder nog 17 miljard euro voor Frankrijk, 4,5 miljard euro voor Italië, 1,7 miljard voor euro Denemarken en 201 miljoen euro voor België bedragen. Van 2001 tot 2016 zouden de Europese schatkisten voor zeker 55,2 miljard euro benadeeld zijn. Volgens de Europese Bankautoriteit werd anno 2019 in vele landen nog steeds onrechtmatig dividendbelasting teruggevorderd.
De term refereert aan ex- en cum-dividend; de methode wordt ook wel double dipping genoemd: het exploiteren van gaten tussen belastingverdragen binnen Europa. Verder worden de termen dividendstrippen en dividendarbitrage voor deze methode gebruikt, maar daarnaast ook in ruimere zin.

## Methode
Op verschillende manieren zou roerende voorheffing één of twee tot zelfs tien keer gerecupereerd zijn, terwijl die nooit of slechts één keer zou zijn betaald. Met het CumEx-systeem zou men aandelen verkocht hebben net voor het dividend werd gedeclareerd en zouden beide eigenaren vervolgens de roerende voorheffing op het dividend gerecupereerd hebben. Bij het CumCum-systeem zouden aandelen kort uitgeleend zijn door buitenlandse bedrijven die geen recht hadden op een belastingteruggave, zodat binnenlandse bedrijven onrechtmatig een belastingteruggave konden innen. Een voormalige toezichthouder van Solo Capital tipte Britse speurders en stelde dat Londense hedgefonds werkten met fictieve Amerikaanse klanten en valse contracten om de Deense en Belgische fiscus op te lichten.
Controle op de belastingteruggave bij de belastingdiensten zou onvoldoende zijn geweest. In Denemarken zou één man hebben ingestaan voor het aan de lopende band goedkeuren van de aanvragen. Er zou op die manier 1,7 miljard euro uit de Deense staatskas zijn gevloeid.

## Aanklachten tegen Fortis
Volgens Eric Smit werd de techniek al in 2005 aangeklaagd door Stefan Stanciu, een Fortis-werknemer van de afdeling Global Securities Lending & Arbitrage (GSLA). Deze klokkenluider werd onmiddellijk met een gouden handdruk ontslagen, hoewel hij onder het beschermingsprogramma voor klokkenluiders van Fortis had gestaan. Hij had berekend, dat ongeveer drie kwart van de inkomsten van zijn afdeling uit frauduleuze transacties kwam. GSLA bracht onder leiding van Frank Vogel tientallen miljoenen binnen en was de grootste winstmaker van Fortis, zodat Vogel dankzij bonussen aanzienlijk meer verdiende dan topman Jean-Paul Votron. Smit schreef er in 2006 een artikel over in Quote en stelde in 2018 dat deze methode van verrijking door financiële instellingen al tientallen jaren gaande was en dat die in Duitsland en Nederland legaal was geweest.
Volgens de Italiaanse fiscus zou de Fortis-afdeling Global Security Financing Group (GSFG) anderen geholpen hebben met ongeoorloofde constructies, hoewel de bank volhield dat het om normale transacties ging. GSFG was vanaf 2006 de aanduiding voor GSLA en de transacties vonden plaats van 2004 tot na de val van Fortis en de nationalisering in 2008. De boedel kwam grotendeels terecht bij ABN AMRO en die bank betaalde een onbekende miljoenenschikking nadat in 2010 rechtsvervolging door Italië dreigde.

## Gevolgen
In 2012 werd CumEx-handel in Duitsland expliciet verboden en in september 2019 ging in Bonn een eerste proces van start. In België wordt de terugvordering van de roerende voorheffing niet meer toegestaan in geval van Market Claims.
Tijdens een grootschalige actie met betrekking tot belastingontduiking middels het CumCum-systeem in 2023 vonden huiszoekingen plaats bij Société Générale, BNP Paribas, Exane (een filiaal van BNP), Natixis en HSBC in Frankrijk. De vijf banken dreigen samen ongeveer een miljard euro ontdoken dividendbelasting te moeten terugbetalen.